# Edington (Wiltshire)
Pour les articles homonymes, voir Edington.

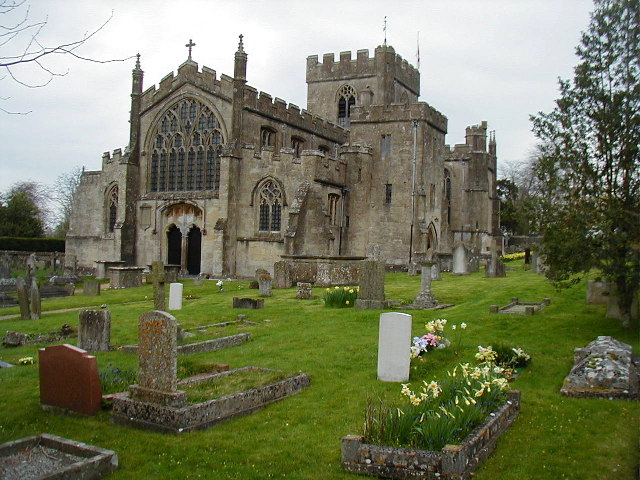
L'église du village est un ancien prieuré.

Edington est un village et une paroisse civile du Wiltshire, en Angleterre. Il est situé à huit kilomètres environ à l'est de la ville de Westbury. Au moment du recensement de 2011, il comptait 734 habitants.

## Étymologie
Le nom Edington dérive du vieil anglais tūn « domaine, ferme » suffixé à un nom de personne, qui pourrait être soit le masculin Ēadwine, soit le féminin Ēadwynn. Il est attesté dans le Domesday Book sous la forme Eduuintone.